# Kultivační teorie
Kultivační teorie je teorie, kterou rozpracoval a do mediálních studií vnesl George Gerbner. Jde o jednu z nejvlivnějších teorií o účincích masových médií na jednotlivce. Její formulování úzce souvisí s diskusí o násilí na obrazovkách televize ve Spojených státech amerických, do níž se v 60. letech 20. století zapojily i vládní kruhy.

## Definice
Kultivační teorie říká, že televizní vysílání vytváří uzavřený symbolický svět a je-li jedinec dlouhodobě vystaven jeho vlivu, pozměňují se ("kultivují") jeho představy o světě a oslabuje se jeho smysl pro skutečnost.

## Sociální kontext vzniku teorie
V 60. letech 20. století, v souvislosti s růstem kriminality a agrese ve společnosti, se ve Spojených státech amerických rozproudila společenská diskuse, nakolik má na tomto nárůstu podíl televizní vysílání, které se krátce předtím stalo masovým jevem. V USA od samého počátku vysílání (na rozdíl od Evropy) působily na trhu komerční stanice, které produkovaly mnoho pořadů s prvky násilí. Řada intelektuálů se domnívala, že toto násilí působí jako vzor a žádala vládu o zásah.

### Zpráva ministerstva zdravotnictví
Prezident Lyndon Johnson na konci 60. let vyslyšel jejich volání a ustavil Národní komisi pro zkoumání příčin a prevenci násilí. Byl do ní pozván také George Gerbner, tehdejší děkan Annenberg School of Communication na Pensylvánské univerzitě. Komise iniciovala, s podporou amerického Kongresu, projekt Zpráva ministra zdravotnictví (každý rok publikoval tzv. Zprávu o násilí). V jeho rámci Gerbner vypracoval metodu výzkumu násilí na obrazovce a jeho vlivu na diváky. Dvacetileté trvání projektu sice neprokázalo jasně, že by televizní násilí sloužilo jako vzor agresorům, ale přineslo druhotný efekt, a to právě Gerbnerovu kultivační teorii.

## Kultivace
Gerbner sbíral 20 let nahrávky vysílání všech amerických televizních stanic v hlavním vysílacím čase. Na základě jejich rozboru stanovil tzv. index násilí, tedy počet násilných scén za hodinu vysílání. Zjistil, že tento index se celých 20 let v podstatě nezměnil a činil 5 násilných scén za hodinu. Poté Gerbner vedl hloubkové rozhovory s televizními diváky. Při analýze dat pak pracoval jen se dvěma od sebe zřetelně vzdálenými skupinami – slabí diváci (dívají se na televizi méně než dvě hodiny denně) a silní diváci (dívají se více než 4 hodiny denně). Ptal se jich na míru násilí v jejich bezprostředním sociálním okolí a na jejich obavy z tohoto násilí. Jejich odpovědi pak srovnával s reálnými daty o kriminalitě v místě jejich bydliště. Přitom zjistil, že silní diváci prožívají venkovní svět jako desetkrát nebezpečnější než diváci slabí, a jako tisíckrát nebezpečnější, než jakým skutečně je. Tento výsledek je dodnes považován za jeden z nejpřesvědčivějších důkazů o vlivu médií na vědomí lidí.
Z výsledků výzkumu Gerbner odvodil i teorii tzv. mainstreamingu.

## Kritika teorie
Někteří batatelé vznesli námitky vůči Gerbnerově metodice, ale objevily se i jiné interpretace jím získaných dat. Mediolog Dolf Zillmann z Alabamské univerzity například tvrdil, že silní diváci nebyli násilnými obsahy "zkultivováni", ale naopak od samého počátku trpěli větším strachem z násilí, měli naddimenzované představy o jeho množství v jejich okolí a vyhledávali televizní obsahy, které by jim tuto jejich obavu a představu potvrdily.